# Spearsville (Louisiane)
Spearsville est un village de la paroisse de l'Union, dans l'État de Louisiane, aux États-Unis. En 2020, il compte une population de 126 habitants.

## Démographie
Lors du recensement de 2010, le village comptait une population de 137 habitants, tandis qu'en 2020, elle s'élève à 126 habitants.